# لودرزدیل
لودرزدیل (به انگلیسی: Lothersdale) یک روستا و محله مدنی در بریتانیا است که در کریون واقع شده‌است. لودرزدیل ۵۱۸ نفر جمعیت دارد.